# Dariusz Białkowski
Dariusz Białkowski (Białogard, Pomerânia Ocidental, 16 de julho de 1970) é um ex-canoísta polaco especialista em provas de velocidade.

## Carreira
Foi vencedor da medalha de bronze em K-2 1000 m em Barcelona 1992, junto com o seu colega de equipa Grzegorz Kotowicz.
Foi vencedor da medalha de bronze em K-4 1000 m em Sydney 2000, junto com os seus colegas de equipa Grzegorz Kotowicz, Adam Seroczyński e Marek Witkowski.